# Saki (przystanek kolejowy)
Saki (biał. Сакі, ros. Саки) – przystanek kolejowy w pobliżu miejscowości Saki, w rejonie świsłockim, w obwodzie grodzieńskim, na Białorusi.